# Franco Sacchetti
Franco Sacchetti (1332 Ragusa di Dalmatia [nyní Chorvatsko] – 1400 San Miniato) byl italský básník a romanopisec.

## Život
Byl synem Benciho di Uguccione, příjmením „Buono“, florentského obchodníka ze šlechtického starobylého rodu Sacchettiů. Franco byl třikrát ženatý; jeho první žena byla Maria Felice Strozzi, se kterou měl dva syny, Filippa a Niccola, druhá žena byla Ghita di Piero Gherardini a třetí Giovanna di Francesco Bruni. Ještě jako mladý muž si získal pověst básníka, cestoval po záležitostech více či méně důležitých, až do Janova, Milána a Slavonie.
Franco Sacchetti v dopise adresovaném Astorre Manfredimu z 15. dubna 1397 psal o své politické kariéře, která začala v roce 1363, kdy byl jmenován rektorem v Monte Voltraio, v dubnu 1366 byl jmenován kastelánem v Aveně a v následujícím roce byl podestou v Mangoně. O Sacchettiho pozdějším období je známo jen to, co se mohlo získat z jeho děl. Sonety CXXXVII–CXXXVIII se týkaly období od roku 1369 do roku 1370, později to byly písně složené v roce 1374 na památku Francesca Petrarcy a poté následujícího roku na smrt Giovanniho Boccaccia.
Ve Florencii zůstal r. 1363, poté, co cestoval po Itálii a do zahraničí za svými obchodními aktivitami, měl politické úkoly od florentského magistrátu a dalších komunit mimo Florencii. Byl také velvyslancem v Bologni (1376), v Miláně u Bernabò Viscontiho (1382), členem soudnictví Otto di Balìa (1383), převorem (1384) a podestou v Bibbieně (1385), v San Miniato (1392) a ve Faenze (1396). Stal se "kapitánem lidu" v Portico di Romagna (1398–1399) a v San Miniato, kde pravděpodobně napsal své dílo Trecentonovelle. Zemřel asi v roce 1400 možná na mor.
Psal sonety, canzoni, madrigaly a jiné básně; jeho nejznámějším dílem byly novely Trecentonovelle. Původně jich mělo být 300, ale zůstalo jich jen 223, a to ještě zčásti neúplných, zbytek se ztratil nebo nebyl napsán. Nebyly zasazeny do žádného rámce jako v Boccacciově Dekameronu. Nejlepší z nich byly humorného charakteru a jejich styl byl jednodušší a hovorovější než Boccacciův.
Sacchetti byl považován za autora proto-morlachismu, údajného raného stádia morlachismu.

## Dílo
- Die Novellen des Franco Sacchetti, Bürgers von Florenz. Übersetzt von Hanns Floerke. Müller, München 1907.
- F. Sacchetti, La battaglia delle belle donne di Firenze cobn le vecchie, a cura di Sara Esposito, Roma, Zauli, 1996.
- Franco Sacchetti, Il Trecentonovelle, a cura di Antonio Lanza, Firenze, Sansoni, 1984 è ancora l'edizione commentata di riferimento, nonostante gli altri due tentativi: V. Marucci, Salerno, 1996, M. Zaccarello, Sismel, 2014.
- Franco Sacchetti, Il libro delle rime, a cura di Franca Ageno, Firenze, Olschki-University of Western Australia Press, 1990.
- Franco Sacchetti, Il Pataffio, edizione critica a cura di Federico Della Corte, Commissione per i testi di lingua, Bologna, 2005 (con ricca premessa). L'attribuzione (discussa nel saggio Per una attribuzione del Pataffio a Franco Sacchetti, "Filologia e critica" I, 2003, pp. 41015069). Si tratta dell'unica attribuzione nel panorama delle attribuzioni di opere anonime letteratura italiana accettata senza alcun dubbio: vedi ad es. P. Stoppelli "Filologia della letteratura italiana", Roma, Carocci, 2008 ("sembra risolta positivamente con l'attribuzione a Franco Sacchetti la questione del Pataffio, un testo dei primi secoli di grande invenzione linguistica" p. 172); M. Zaccarello, L'edizione critica dei testi letterari", Firenze, Le Monnier, 2017.

### V češtině
- Piramo a Tisbe – přeložil K. Žabrý; in: 1000 nejkrásnějších novel... č. 25. Praha: J. R. Vilímek, 1912
- Čtyři novelly – Radmila Kunová. Praha: Vysoká škola uměleckoprůmyslová, 1956